# Baumanskaja
Baumanskaja (Russisch: Бауманская) is een station aan de Arbatsko-Pokrovskaja-lijn van de Moskouse metro. Het station is onderdeel van de metro verlengingen die tijdens de Tweede Wereldoorlog zijn gebouwd. Het station is genoemd naar Nikolaj Bauman, een revolutionair die in 1901 in opdracht van Lenin naar Moskou reisde om de revolutie voor te bereiden. 